# Antwerp Symphony Orchestra
L’Antwerp Symphony Orchestra est l’orchestre symphonique de Flandre (Belgique), basé dans la salle Reine Élisabeth d'Anvers. L'orchestre est placé sous la direction de la cheffe titulaire Elim Chan et du chef honoraire Philippe Herreweghe. En tant que l'une des sept institutions artistiques de la Communauté flamande, il est l'un des plus importants représentants de la culture dans la région.
Depuis sa création en 1955, l’Antwerp Symphony Orchestra s'est donné pour mission de toucher un public aussi large que possible avec un répertoire symphonique classique et contemporain. En Belgique, outre son siège anversois, l'orchestre se produit chaque saison en Flandre orientale (Muziekcentrum De Bijloke), en Flandre occidentale (Concertgebouw de Bruges), dans le Limbourg (Cultuurcentrum Hasselt) et à Bruxelles (Bozar/Palais des Beaux-Arts). En tant qu'ambassadeur culturel de Flandre, l'orchestre entreprend chaque saison des tournées internationales en Europe et en dehors. 
Outre ses concerts réguliers, l’Antwerp Symphony Orchestra attache également beaucoup d’importance au travail des jeunes et aux projets sociaux destinés aux personnes en situation de handicap ou issues de l'immigration. En 2016, l'orchestre a reçu le prix ‘Iedereen Klassiek’ décerné par la radio Klara.
Joost Maegerman est intendant depuis 2015.

## Noms
Au cours de son existence, l'orchestre a porté plusieurs noms : 
- lors de sa fondation en 1955 : De Philharmonie van Antwerpen ;
- à partir de janvier 1983 : Filharmonisch Orkest van Vlaanderen ;
- à partir de juillet 1985 : Koninklijk Filharmonisch Orkest van Vlaanderen ;
- à partir de septembre 2002 : Koninklijke Filharmonie van Vlaanderen / Royal Flemish Philharmonic - ou deFilharmonie ;
- à partir d'avril 2017 : Antwerp Symphony Orchestra.

## Origine et histoire

### Historique
L'orchestre s'inscrit dans une longue tradition de sociétés philharmoniques à Anvers. Son prédécesseur le plus ancien est la Société royale d'Harmonie d'Anvers (encore active aujourd'hui sous le nom de Sorodha). Cette société musicale fondée en 1814 comptait un nombre énorme de membres et avait un objectif très bourgeois : améliorer le bien-être moral des Anversois grâce à la musique classique.
Plus directement, les racines de l’Antwerp Symphony Orchestra se trouvent également dans la Société royale de zoologie d’Anvers (SRZA). Dès sa création en 1843, cette association est principalement axée sur la zoologie et la conservation de la nature. En 1895, la Société royale de zoologie d’Anvers fonde un orchestre afin de pouvoir donner des concerts à ses membres. Pendant l'été, ces ‘concerts du Zoo’ se déroulent au zoo. Pendant les mois d'hiver, l'orchestre prend ses quartiers dans la ‘Grote Feestzaal’ (qui a fait place à l'actuelle Salle Reine Élisabeth), construite en 1897 pour ces concerts. Sous la direction d'Edward Keurvels et, plus tard, de Flor Alpaerts, des compositeurs tels qu'Edvard Grieg, César Franck et Hector Berlioz sont au programme, mais des compositeurs flamands tels que Waelput, Blockx, Wambach et De Mol bénéficient également d'une attention particulière,. 
En 1903, un autre orchestre est fondé à Anvers : la Maatschappij der Nieuwe Concerten (société des nouveaux concerts) d’Anvers sous la direction de Lodewijk Mortelmans. Des chefs invités tels que Gustav Mahler, Siegfried Wagner, Hans Richter, Richard Strauss et Sergueï Rachmaninov dirigent cet orchestre et des solistes tels que Pablo de Sarasate, Jacques Thibaud, Pablo Casals et Fritz Kreisler s’y produisent sous la direction de Mortelmans.

### Vzw De Philharmonie (1955 - 1983)
Après la Seconde Guerre mondiale, les orchestres de la Société royale de zoologie d’Anvers et de la Maatschappij der Nieuwe Concerten disparaissent de la scène. De plus, de nombreux lieux de divertissement civilisé ont été endommagés pendant la guerre et peu de salles de concert subsistent. Dans les années 50, il s'avère également difficile de monter des orchestres occasionnels et de trouver des scènes appropriées. En outre, Anvers ne dispose alors que d'un seul orchestre professionnel, l'Opéra royal flamand, qui a un rôle bien spécifique à remplir dans la fosse d'orchestre.
Le 12 novembre 1955, Gaston Ariën fonde De Philharmonie en tant qu'ASBL en collaboration avec Jef Maes, J.A. Zwijsen et Steven Candael. Les répétitions débutent le 19 janvier 1956, et après une cinquantaine de réunions, le concert inaugural est donné à l'opéra le 10 décembre 1956.
Trouver une résidence permanente est un défi pour l'orchestre. La seule salle offrant une grande scène est alors la ‘Grote Feestzaal’ de la Société royale de zoologie d’Anvers. Elle est cependant démolie en 1958 afin de faire place à la salle Reine Élisabeth au même endroit. De Philharmonie répète donc en alternance dans différentes salles anversoises, dont la salle Alpaerts du zoo et la salle de sport Olympia au Zuid (qui deviendra plus tard le dancing Zillion).
C’est le Néerlandais Eduard Flipse qui devient en 1959 le premier chef titulaire de De Philharmonie. Au cours des années soixante, De Philharmonie connaît une période florissante. En 1960, la reine Élisabeth inaugure la nouvelle salle qui portera son nom, la Salle Reine Élisabeth. L'orchestre dispose désormais d'une salle de concert digne de ce nom. La chaîne de télévision de l’époque, la BRT, fait alors également régulièrement appel à l'orchestre.
En 1970, Flipse quitte son poste et des membres de son propre orchestre assurent la direction : Valère Lenaerts et, trois ans plus tard, Enrique Jordá. André Vandernoot devient chef invité de 1975 à 1983.
À partir de 1980, De Philharmonie s’associe également à deSingel. Des années plus tard, un rêve se réalise pour Peter Benoit, le fondateur du Conservatoire royal d’Anvers :  l'orchestre reçoit une deuxième scène à part entière dans sa ville natale. Cependant, la situation devient de plus en plus difficile sur le plan budgétaire et le ministre de la Culture Karel Poma menace de dissoudre l'orchestre. À cette fin, il fait établir un rapport d’étude qui conclut à la nécessité d'une réorganisation radicale.   

### De Filharmonie van Vlaanderen (1983 - 1985)
Pour répondre aux conclusions du rapport d’étude, une nouvelle association sans but lucratif est fondée en 1983 sous le nom de De Filharmonie van Vlaanderen (La Philharmonie de Flandre). Emil Tchakarov prend le poste de chef titulaire et un nouveau conseil d'administration est formé. Grâce à une modification du règlement, l'orchestre est désormais également autorisé à organiser lui-même des concerts,.

### Koninklijk Filharmonisch Orkest van Vlaanderen (1985 - 2002)
En 1985, l'orchestre change de nom pour devenir le Koninklijk Filharmonisch Orkest van Vlaanderen (Orchestre philharmonique royal de Flandre).
En 1987, Günter Neuhold est nommé nouveau chef titulaire. Les œuvres de compositeurs flamands contemporains tels que Luc Brewaeys figurent en bonne place sur l’agenda. En 1996, l'orchestre reçoit un lieu de répétition permanent, un nouveau bâtiment situé dans le quartier de l'Eilandje à Anvers.
Au cours de la saison 1998-1999, Philippe Herreweghe débute en tant que directeur artistique ; il est depuis lors lié à titre permanent à l'orchestre.

### deFilharmonie - Royal Flemish Philharmonic (2002 - 2017)
Compte tenu de l'intérêt croissant qui lui est porté à l’échelon international, l'orchestre est rebaptisé en 2002 sous le nom deFilharmonie (Royal Flemish Philharmonic). 
En 2008, Jaap van Zweden est nommé chef titulaire, Martyn Brabbins chef invité permanent et Philippe Herreweghe chef principal. Cette structure confère une solide base artistique à l'orchestre. En 2011, Edo de Waart remplace le chef titulaire, Jaap van Zweden, dans ses fonctions. C’est en 2009, avec le soutien de la Communauté flamande et après concertation avec le Vlaamse Bouwmeester (Architecte du Gouvernement flamand), qu’est prise la décision de construire une nouvelle salle Reine Élisabeth où viendra s’établir deFilharmonie.
Après trois ans de rénovations, la nouvelle salle Reine Élisabeth est inaugurée au même endroit par la reine Mathilde en novembre 2016 ; deFilharmonie a donné quatre concerts inauguraux. Dès lors, l'orchestre répète, se produit et enregistre dans la salle Reine Élisabeth.

### Antwerp Symphony Orchestra (2017 - ...)
La nouvelle salle de concert aux allures internationales est l'occasion de rebaptiser l'orchestre. Le 3 avril 2017, l'orchestre change de nom pour devenir l’Antwerp Symphony Orchestra. En tant qu’orchestre en résidence de la Salle Reine Élisabeth, Antwerp Symphony est l'une des trois institutions musicales (à côté du Concours musical international Reine Élisabeth et de la Chapelle musicale Reine Élisabeth) dédiées à la reine Élisabeth. 
Depuis la saison 2017-2018, en collaboration avec deSingel, l’Antwerp Symphony Orchestra accueille chaque saison plusieurs orchestres internationaux dans la salle Reine Élisabeth.
Depuis la saison de concerts 2019-2020, Elim Chan est la nouvelle cheffe titulaire de l'Orchestre symphonique d'Anvers. La cheffe avait 31 ans lorsqu'elle a débuté comme titulaire de l'orchestre, ce qui fait d'elle le plus jeune chef titulaire que l'orchestre ait jamais eu.
En 2025, Marc Albrecht est nommé chef principal de la formation à partir de septembre 2026 pour succéder à Elim Chan,.

## Concerts

### Lieux
En plus de ses concerts dans la salle Reine Élisabeth, l'orchestre se produit chaque saison dans d'autres lieux d'Anvers, tels que deSingel, De Roma, AMUZ, l'église Saint-Charles-Borromée, la cathédrale Notre-Dame et la Sint-Jansplein. Des salles de concert telles que le Palais des Beaux-Arts de Bruxelles, le Concertgebouw de Bruges, le Muziekcentrum De Bijloke de Gand et le CCHA de Hasselt sont également des scènes permanentes.
En tant qu'ambassadeur culturel de la Flandre, l’Antwerp Symphony Orchestra a déjà donné des concerts dans des salles de concert étrangères telles que le Philharmonic Hall de Saint-Pétersbourg, le Grand Théâtre national de Pékin, le Musikverein et le Konzerthaus de Vienne, le Koninklijk Concertgebouw d’Amsterdam, le Suntory Hall et le Bunka Kaikan Hall à Tokyo et le Palais des Arts de Budapest. En avril 2019, l’Antwerp Symphony Orchestra a été le premier orchestre flamand à effectuer une tournée en Amérique du Sud, avec des concerts au Teatro Mayor Julio Mario Santo Domingo (es) de Bogota en Colombie et à la Sala São Paulo de São Paulo au Brésil,.  

### Traditions
L’Antwerp Symphony Orchestra connaît plusieurs traditions, comme un certain nombre de concerts (annuels) récurrents.
Chaque année, l’Antwerp Symphony Orchestra donne un concert dans la Cathédrale Notre-Dame, des concerts de Noël dans l'église Saint-Charles Borromée ainsi qu’un concert du Nouvel An dans la salle Reine Élisabeth. En outre, depuis plus de dix ans, l'orchestre présente un programme classique accessible lors du concert en plein air donné sur la Sint-Jansplein d’Anvers le premier week-end de septembre.

## Enregistrements
L’Antwerp Symphony Orchestra réalise des enregistrements pour des labels classiques renommés tels que PHI, BIS Records et PentaTone Classics,,.

## Éducation et sensibilisation
La rubrique Éducation et sensibilisation regroupe une multitude d'initiatives de fond avec lesquelles l’Antwerp Symphony Orchestra remplit une mission sociale et éducative. L'orchestre développe une expérience culturelle durable en permettant aux enfants, aux jeunes et aux personnes en situation de vulnérabilité et d'origine culturelle diverse d’avoir accès à la musique classique. Ce type de projet, spécifiquement axé sur les enfants et les jeunes, est un fil conducteur à travers l'existence de l’Antwerp Symphony Orchestra.
En tant qu'institution, l’Antwerp Symphony Orchestra est le moteur de plusieurs orchestres de jeunes (le Re-Mix Orchestra fondé en 2007, l’Antwerps Jeugdorkest fondé en 2018 et le Youth Orchestra Flanders fondé en 2018) et a fondé l’Antwerp Symphony Orchestra Academy en 2018. L'orchestre participe également au stage biennal de composition SoundMine de Musica.

## Direction

### Chefs titulaires
- 2019 à ce jour Elim Chan
- 2011 - 2016 Edo de Waart
- 2008 - 2011 Jaap van Zweden
- 2002 - 2008 Daniele Callegari
- 1998 Philippe Herreweghe (lié à l’Antwerp Symphony Orchestra depuis 1998)
- 1995 - 1998 Grant Llewellyn
- 1991 - 1995 Muhai Tang
- 1986 - 1991 Günter Neuhold
- 1983 - 1986 Emil Tchakarov
- 1975 - 1983 André Vandernoot
- 1970 - 1975 Enrique Jordá
- 1959 - 1970 Eduard Flipse

### Intendants
- 2016 - à ce jour Frederik Styns
- 2015 - 2016 Joost Maegerman
- 2009 - 2015 Hans Verbugt
- 2009 Jean Pierre Grootaers
- 2004 - 2008 Hans Waege
- 2000 - 2004 Jan Raes
- 1993 - 2000 Luc Vanackere
- 1991 - 1992 Marc Anseeuw
- 1986 - 1991 Luc Vanackere
- 1984 - 1986 Marc Clémeur
- 1964 - 1983 François Cuvelier

## Discographie (sélection)
- Bert Joris : Dangerous Liaison (avec le Brussels Jazz Orchestra)
- Claude Debussy / Luc Brewaeys : Preludes - Recomposition for symphony orchestra sous la direction de Daniele Callegari (2005)
- Ludwig van Beethoven : Symphonie n°4 &  symphonie n°7 sous la direction de Philippe Herreweghe (2005)
- Maurice Ravel - orchestrations : Moussorgski - Debussy - Chabrier - Schumann
- Gia Kantsjeli : Simi (pour violoncelle et orchestre) & Magnum Ignotum (pour ensemble à vent)
- Kalevi Aho : Concerto pour trombone et trompette sous la direction de Martyn Brabbins
- Antonín Dvořák : Concerto pour violon en la mineur / Suk : Fantaisie en sol mineur et Chanson d'amour sous la direction d'Alan Baribayev
- Wilhelm Stenhammar : Symphonie n°2 sous la direction de Christian Lindberg
- Robert Schumann : Symphonie n° 2 et 4 sous la direction de Philippe Herreweghe

En plus de cette petite sélection, l’Antwerp Symphony Orchestra (deFilharmonie, Royal Flemish Philharmonic, Royal Flemish Philharmonic Orchestra) a réalisé de nombreux enregistrements d'œuvres de compositeurs belges, notamment de Peter Benoit, August De Boeck, Josef Callaerts, Wim Henderickx, Luc Van Hove, Joseph Jongen, Jef Maes, Arthur Meulemans, Lodewijk Mortelmans, Norbert Rosseau, Adolphe Samuel, Henri Vieuxtemps et Eugène Ysaÿe, principalement sous la direction de Martyn Brabbins.

## Littérature
- Jan de Zutter, Jan Dewilde, Tom Eelen, Van de Philharmonie tot deFilharmonie, Antwerpen, 2005, 287 p.